# Ministerstwa w II Rzeczypospolitej
Ministerstwa w Rzeczypospolitej Polskiej – poniższy artykuł zawiera wykaz ministerstw funkcjonujących w Polsce podczas dwudziestolecia międzywojennego. Za etap początkowy dla zestawienia należy uznać lata 1917–1918, czyli okres kształtowania się polskiej administracji u schyłku I wojny światowej, przejętej po odzyskaniu niepodległości przez niezależne władze. Koniec działalności ministerstw w kraju związany był z wybuchem II wojny światowej w 1939 r. i utworzeniem rządu RP na uchodźstwie.

## Początki funkcjonowania
Pod względem formalno-prawnym ministerstwa II RP zachowały ciągłość organizacyjną ze strukturami powołanymi pod nadzorem władz Rzeszy Niemieckiej i Monarchii Austro-Węgierskiej w okresie istnienia Królestwa Polskiego. Zalążkiem resortów stały się departamenty (kierowane przez dyrektorów) funkcjonujące od stycznia 1917 r. w ramach Wydziału Wykonawczego Tymczasowej Rady Stanu, a od sierpnia 1917 r. przy Komisji Przejściowej TRS, na które składały się:
- Departament Gospodarstwa Społecznego
- Departament Pracy
- Departament Skarbu
- Departament Spraw Politycznych
- Departament Spraw Wewnętrznych
- Departament Sprawiedliwości
- Departament Wyznań Religijnych i Oświecenia Publicznego
- Komisja Wojskowa (planowany Departament Wojny nie został utworzony ze względu na zastrzeżenia władz okupacyjnych)[1]

W październiku 1917 r. najwyższą władzę z ramienia okupantów objęła Rada Regencyjna, zaś 7 grudnia 1917 r. działalność rozpoczął powołany przez nią rząd Jana Kucharzewskiego. 1 lutego 1918 r. ukazał się dekret Rady Regencyjnej z 3 stycznia 1918 r. o tymczasowej organizacji władz naczelnych w Królestwie Polskim, na mocy którego dotychczasowe struktury (z wyjątkiem Departamentu Spraw Politycznych i Komisji Wojskowej) zostały przekształcone w ministerstwa. Zgodnie z tym aktem utworzono:
- Ministerstwo Aprowizacji – po wydzieleniu części zadań zlikwidowanego Departamentu Gospodarstwa Społecznego,
- Ministerstwo Opieki Społecznej i Ochrony Pracy – w miejsce Departamentu Pracy,
- Ministerstwo Przemysłu i Handlu – po wydzieleniu części zadań zlikwidowanego Departamentu Gospodarstwa Społecznego,
- Ministerstwo Rolnictwa i Dóbr Koronnych – po wydzieleniu części zadań zlikwidowanego Departamentu Gospodarstwa Społecznego,
- Ministerstwo Skarbu – w miejsce Departamentu Skarbu,
- Ministerstwo Spraw Wewnętrznych – w miejsce Departamentu Spraw Wewnętrznych,
- Ministerstwo Sprawiedliwości – w miejsce Departamentu Sprawiedliwości,
- Ministerstwo Wyznań Religijnych i Oświecenia Publicznego – w miejsce Departamentu Wyznań Religijnych i Oświecenia Publicznego.

Na mocy dekretu Rady Regencyjnej z 4 kwietnia 1918 r. (ogłoszonego 15 maja 1918 r.) w miejsce Ministerstwa Opieki Społecznej i Ochrony Pracy oraz po wydzieleniu części zadań Ministerstwa Spraw Wewnętrznych utworzono Ministerstwo Zdrowia Publicznego, Opieki Społecznej i Ochrony Pracy.
4 maja 1918 r. Rada Regencyjna przekształciła Ministerstwo Aprowizacji w Urząd Aprowizacyjny przy Ministerstwie Spraw Wewnętrznych.
Na mocy dekretu Rady Regencyjnej z 26 października 1918 r. (ogłoszonego 2 listopada 1918 r.) utworzono:
- Ministerstwo Aprowizacji – w miejsce Urzędu Aprowizacyjnego przy Ministerstwie Spraw Wewnętrznych,
- Ministerstwo Komunikacji – po wydzieleniu części zadań Ministerstwa Przemysłu i Handlu,
- Ministerstwo Spraw Wojskowych – w miejsce Komisji Wojskowej,
- Ministerstwo Spraw Zewnętrznych – w miejsce Departamentu Spraw Politycznych.

Na mocy dekretu Rady Regencyjnej z 30 października 1918 r. (ogłoszonego 2 listopada 1918 r.) w miejsce Ministerstwa Zdrowia Publicznego, Opieki Społecznej i Ochrony Pracy utworzono Ministerstwo Ochrony Pracy oraz Ministerstwo Zdrowia Publicznego i Opieki Społecznej.

## Ministerstwa w pierwszych rządach II RP
17 listopada 1918 r. Józef Piłsudski (jako głowa niepodległego państwa polskiego i sukcesor rozwiązanej Rady Regencyjnej) powołał rząd Jędrzeja Moraczewskiego. Jego członkowie przejęli nadzór nad dotychczas istniejącymi strukturami administracji, jednocześnie weszły w życie następujące przekształcenia organizacyjne:
- wraz z mianowaniem ministrów dokonano zmiany zakresu kompetencji Ministerstwa Ochrony Pracy oraz Ministerstwa Zdrowia Publicznego i Opieki Społecznej, tworząc w ich miejsce (bez stosownego uregulowania tej kwestii w obowiązującym dekrecie) Ministerstwo Pracy i Opieki Społecznej oraz Ministerstwo Zdrowia Publicznego[8],
- po powołaniu rządu przystąpiono do organizowania kolejnych resortów (początkowo bez wydania odpowiednich aktów prawnych), tworząc w trybie doraźnym Ministerstwo Poczt i Telegrafów, Ministerstwo Robót Publicznych oraz Ministerstwo Sztuki i Kultury,
- na mocy uchwały Rady Ministrów z 22 listopada 1918 r.[9] Ministerstwo Rolnictwa i Dóbr Koronnych przemianowano na Ministerstwo Rolnictwa i Dóbr Państwowych.

Pod koniec 1918 r. w pierwszym gabinecie niepodległej Polski działały:
- Ministerstwo Aprowizacji
- Ministerstwo Komunikacji
- Ministerstwo Poczt i Telegrafów
- Ministerstwo Pracy i Opieki Społecznej
- Ministerstwo Przemysłu i Handlu
- Ministerstwo Robót Publicznych
- Ministerstwo Rolnictwa i Dóbr Państwowych
- Ministerstwo Skarbu
- Ministerstwo Spraw Wewnętrznych
- Ministerstwo Spraw Wojskowych
- Ministerstwo Spraw Zewnętrznych
- Ministerstwo Sprawiedliwości
- Ministerstwo Sztuki i Kultury
- Ministerstwo Wyznań Religijnych i Oświecenia Publicznego
- Ministerstwo Zdrowia Publicznego

W następnych miesiącach wydane zostały przepisy, zgodnie z którymi formalnie utworzono następujące ministerstwa pozostające w fazie organizacyjnej od czasu powołania rządu:
- Ministerstwo Sztuki i Kultury – utworzone na mocy dekretu Naczelnika Państwa z 5 grudnia 1918 r.[10] (ogłoszonego 14 grudnia 1918 r.[11]) po wydzieleniu części zadań Ministerstwa Wyznań Religijnych i Oświecenia Publicznego,
- Ministerstwo Robót Publicznych – utworzone na mocy dekretu Naczelnika Państwa z 16 stycznia 1919 r.[12] (ogłoszonego 25 stycznia 1919 r.[13]) po wydzieleniu części zadań Ministerstwa Komunikacji, Ministerstwa Pracy i Opieki Społecznej oraz Ministerstwa Spraw Wewnętrznych (nowy zakres kompetencji urzędu określiła ustawa z 29 kwietnia 1919 r.[14] wchodząca w życie 9 maja 1919 r.),
- Ministerstwo Poczt i Telegrafów – utworzone na mocy dekretu Naczelnika Państwa z 5 lutego 1919 r.[15] (ogłoszonego dwa dni później) po wydzieleniu części zadań Ministerstwa Spraw Wewnętrznych.

Na mocy dekretu Naczelnika Państwa z 8 lutego 1919 r. (ogłoszonego tego samego dnia) w miejsce Ministerstwa Komunikacji (część jego zadań przejęło Ministerstwo Robót Publicznych) utworzono Ministerstwo Kolei Żelaznych.
W lutym 1919 r. Rada Ministrów przemianowała Ministerstwo Spraw Zewnętrznych na Ministerstwo Spraw Zagranicznych.
Na mocy ustawy z 1 sierpnia 1919 r. (wchodzącej w życie 12 sierpnia 1919 r.) utworzono Ministerstwo byłej Dzielnicy Pruskiej, które przejęło zadania pozostałych ministerstw (z wyjątkiem spraw zagranicznych, wojskowych i celnych) na terenach województwa poznańskiego i województwa pomorskiego.
Specyficzną pozycję posiadały w tym okresie następujące urzędy centralne podległe bezpośrednio Radzie Ministrów i działające na prawach ministerstwa (kierownicy tych struktur zajmowali stanowiska równorzędne ministrom, jednak udział w posiedzeniach rządu brali tylko w przypadku rozpatrywania spraw należących do ich zakresów działania):
- Główny Urząd Likwidacyjny (kierowany przez prezesa) – utworzony na mocy dekretu Naczelnika Państwa z 31 stycznia 1919 r.[19] (ogłoszonego 6 lutego 1919 r.[20]) po wydzieleniu części zadań Ministerstwa Skarbu oraz Ministerstwa Spraw Zagranicznych,
- Główny Urząd Ziemski (kierowany przez prezesa) – utworzony na mocy ustawy z 22 lipca 1919 r.[21] (ogłoszonej 5 sierpnia 1919 r.) po wydzieleniu części zadań Ministerstwa Rolnictwa i Dóbr Państwowych,
- Główny Urząd Statystyczny (kierowany przez dyrektora) – działający na mocy ustawy z 21 października 1919 r.[22] (akt ten, wchodzący w życie 15 listopada 1919 r., zastąpił reskrypt Rady Regencyjnej z 13 lipca 1918 r.[23], który powoływał urząd po wydzieleniu części zadań Ministerstwa Spraw Wewnętrznych).

## Okres parlamentaryzmu
Po ukształtowaniu się organów władzy II RP zwrócono uwagę na konieczność ujednolicenia zasad organizacji administracji rządowej. Zgodnie z art. 63 konstytucji marcowej liczbę ministrów, zakres ich obowiązków oraz wzajemne relacje określić miała odrębna ustawa. Sprawy te nie zostały jednak uregulowane, a ministerstwa prowadziły swoją działalność na mocy dotychczasowych przepisów.
W połowie 1921 r. w kraju funkcjonowały następujące ministerstwa i urzędy centralne na prawach ministerstw:
- Ministerstwo Aprowizacji
- Ministerstwo byłej Dzielnicy Pruskiej
- Ministerstwo Kolei Żelaznych
- Ministerstwo Poczt i Telegrafów
- Ministerstwo Pracy i Opieki Społecznej
- Ministerstwo Przemysłu i Handlu
- Ministerstwo Robót Publicznych
- Ministerstwo Rolnictwa i Dóbr Państwowych
- Ministerstwo Skarbu
- Ministerstwo Spraw Wewnętrznych
- Ministerstwo Spraw Wojskowych
- Ministerstwo Spraw Zagranicznych
- Ministerstwo Sprawiedliwości
- Ministerstwo Sztuki i Kultury
- Ministerstwo Wyznań Religijnych i Oświecenia Publicznego
- Ministerstwo Zdrowia Publicznego
- Główny Urząd Likwidacyjny
- Główny Urząd Statystyczny
- Główny Urząd Ziemski

Na mocy ustawy z 7 lipca 1921 r. (wchodzącej w życie 15 lipca 1921 r.) Ministerstwo Aprowizacji postawiono w stan likwidacji. Na mocy ustawy z 17 grudnia 1921 r. (wchodzącej w życie 1 stycznia 1922 r.) urząd ten zlikwidowano, a jego zadania przejęło Ministerstwo Spraw Wewnętrznych.
Na mocy ustawy z 17 lutego 1922 r. (wchodzącej w życie 6 marca 1922 r.) zlikwidowano Ministerstwo Sztuki i Kultury, a jego zadania przejęło Ministerstwo Wyznań Religijnych i Oświecenia Publicznego.
Na mocy ustawy z 7 kwietnia 1922 r. (wchodzącej w życie 28 kwietnia 1922 r.) zlikwidowano Ministerstwo byłej Dzielnicy Pruskiej, a jego zadania na terenach województwa poznańskiego i województwa pomorskiego przejęły pozostałe ministerstwa.
W połowie 1923 r. dokonano następujących zmian w organizacji urzędów centralnych działających dotychczas na prawach ministerstwa:
- na mocy ustawy z 1 czerwca 1923 r.[28] (wchodzącej w życie 19 czerwca 1923 r.) Główny Urząd Statystyczny podporządkowano Ministerstwu Spraw Wewnętrznych,
- na mocy ustawy z 4 lipca 1923 r.[29] (wchodzącej w życie 28 lipca 1923 r.) Główny Urząd Likwidacyjny podporządkowano Ministerstwu Skarbu,
- na mocy ustawy z 6 lipca 1923 r.[30] (wchodzącej w życie 24 lipca 1923 r.) w miejsce Głównego Urzędu Ziemskiego utworzono Ministerstwo Reform Rolnych.

Na mocy ustawy z 28 listopada 1923 r. (wchodzącej w życie 19 grudnia 1923 r.) zlikwidowano Ministerstwo Zdrowia Publicznego, a jego zadania przejęło Ministerstwo Pracy i Opieki Społecznej oraz Ministerstwo Spraw Wewnętrznych.
Na mocy ustawy z 5 grudnia 1923 r. (wchodzącej w życie 19 grudnia 1923 r.) zlikwidowano Ministerstwo Poczt i Telegrafów, a jego zadania przejęło Ministerstwo Przemysłu i Handlu.
Na mocy ustawy z 12 czerwca 1924 r. (wchodzącej w życie 1 lipca 1924 r.) na nowo określono zakres kompetencji Ministerstwa Kolei Żelaznych, które przemianowano na Ministerstwo Kolei.

## Po przewrocie majowym
W maju 1926 r. Józef Piłsudski dokonał zamachu stanu, wprowadzając w Polsce system autorytarny. Jedną z konsekwencji tych wydarzeń stało się wzmocnienie władzy wykonawczej kosztem władzy ustawodawczej poprzez wydanie noweli sierpniowej. Biorąc pod uwagę kwestię funkcjonowania ministerstw, 13-letnie rządy sanacji charakteryzowały się względną stabilnością.
W połowie 1926 r. istniały następujące ministerstwa:
- Ministerstwo Kolei
- Ministerstwo Pracy i Opieki Społecznej
- Ministerstwo Przemysłu i Handlu
- Ministerstwo Reform Rolnych
- Ministerstwo Robót Publicznych
- Ministerstwo Rolnictwa i Dóbr Państwowych
- Ministerstwo Skarbu
- Ministerstwo Spraw Wewnętrznych
- Ministerstwo Spraw Wojskowych
- Ministerstwo Spraw Zagranicznych
- Ministerstwo Sprawiedliwości
- Ministerstwo Wyznań Religijnych i Oświecenia Publicznego

Na mocy rozporządzenia Prezydenta Rzeczypospolitej z 24 września 1926 r. (wchodzącego w życie cztery dni później) w miejsce Ministerstwa Kolei, a także po wydzieleniu części zadań Ministerstwa Przemysłu i Handlu oraz Ministerstwa Robót Publicznych utworzono Ministerstwo Komunikacji.
Na mocy rozporządzenia Prezydenta Rzeczypospolitej z 19 stycznia 1927 r. (wchodzącego w życie dzień później) w miejsce Generalnej Dyrekcji Poczt i Telegrafów przy Ministerstwie Komunikacji oraz po wydzieleniu części zadań Ministerstwa Komunikacji utworzono Ministerstwo Poczt i Telegrafów.
Na mocy rozporządzenia Prezydenta Rzeczypospolitej z 13 kwietnia 1927 r. (wchodzącego w życie 25 kwietnia 1927 r.) Ministerstwo Rolnictwa i Dóbr Państwowych przemianowano na Ministerstwo Rolnictwa.
Na mocy rozporządzenia Prezydenta Rzeczypospolitej z 21 maja 1932 r. (wchodzącego w życie 1 lipca 1932 r.) zlikwidowano Ministerstwo Robót Publicznych, a jego zadania przejęło Ministerstwo Komunikacji, Ministerstwo Przemysłu i Handlu, Ministerstwo Skarbu, Ministerstwo Spraw Wewnętrznych oraz nowo utworzone Ministerstwo Rolnictwa i Reform Rolnych.
Na mocy rozporządzenia Prezydenta Rzeczypospolitej z 21 maja 1932 r. (wchodzącego w życie 1 lipca 1932 r.) w miejsce Ministerstwa Reform Rolnych oraz Ministerstwa Rolnictwa (część jego zadań przejęło Ministerstwo Komunikacji oraz Ministerstwo Wyznań Religijnych i Oświecenia Publicznego), a także po wydzieleniu części zadań zlikwidowanego Ministerstwa Robót Publicznych utworzono Ministerstwo Rolnictwa i Reform Rolnych.
Na mocy rozporządzenia Prezydenta Rzeczypospolitej z 21 czerwca 1932 r. (wchodzącego w życie 1 lipca 1932 r.) Ministerstwo Pracy i Opieki Społecznej przejęło część zadań Ministerstwa Spraw Wewnętrznych. Na mocy rozporządzenia Prezydenta Rzeczypospolitej z 12 lipca 1932 r. (wchodzącego w życie 27 lipca 1932 r.) urząd ten przemianowano na Ministerstwo Opieki Społecznej.
Dopełnieniem zmian ustrojowych po przewrocie majowym stało się uchwalenie i wprowadzenie w życie konstytucji kwietniowej. W art. 25 ustawy zasadniczej zapowiedziano wydanie dekretu Prezydenta Rzeczypospolitej w sprawie organizacji rządu oraz zakresu działania jego członków. Tak jak w przypadku lat poprzednich również i tym razem kwestia ujednolicenia przepisów nie doczekała się realizacji.

## Ministerstwa po wybuchu II wojny światowej
Po agresji niemieckiej na Polskę nastąpiły znaczne utrudnienia w działalności władz centralnych, które zmuszone zostały do ewakuacji ze stolicy. W tym okresie utworzone zostało Ministerstwo Informacji i Propagandy, opracowano również plan zorganizowania ministerstwa koordynacji gospodarki wojennej, który nie wszedł jednak w życie.
We wrześniu 1939 r. w kraju funkcjonowały:
- Ministerstwo Informacji i Propagandy
- Ministerstwo Komunikacji
- Ministerstwo Opieki Społecznej
- Ministerstwo Poczt i Telegrafów
- Ministerstwo Przemysłu i Handlu
- Ministerstwo Rolnictwa i Reform Rolnych
- Ministerstwo Skarbu
- Ministerstwo Spraw Wewnętrznych
- Ministerstwo Spraw Wojskowych
- Ministerstwo Spraw Zagranicznych
- Ministerstwo Sprawiedliwości
- Ministerstwo Wyznań Religijnych i Oświecenia Publicznego

Działalność ministerstw w kraju trwała do 17 września 1939 r., gdy w obliczu agresji radzieckiej na Polskę członkowie najwyższych władz państwowych przekroczyli granicę i znaleźli się w Rumunii, gdzie zostali internowani. Formalnie rząd Felicjana Sławoja Składkowskiego ustąpił dopiero 30 września 1939 r. w związku z powołaniem rządu Władysława Sikorskiego na uchodźstwie we Francji.